# Haine-Saint-Pierre
Haine-Saint-Pierre (wa. Hinne-Sint-Pire) – dzielnica (section) miasta La Louvière w Belgii, w Regionie Walońskim, w prowincji Hainaut, w okręgu La Louvière. 1 stycznia 2020 roku liczyła 7761 mieszkańców. Do 31 grudnia 1976 samodzielna gmina.

## Demografia
Liczba mieszkańców, stan na 1 stycznia:
| Rok                | 1930 | 1947 | 1961 | 2020 |
| ------------------ | ---- | ---- | ---- | ---- |
| Liczba mieszkańców | 7120 | 6490 | 7006 | 7761 |